# Список символов штатов США (микробы)
Наряду со многими другими символами, некоторые штаты США выбрали своими официальными символами микробов.
Первым штатом, объявившим и утвердившим официальным государственным символом микроб, стал штат Орегон, сделавший это в 2013 году и выбрав микроорганизм Saccharomyces cerevisiae (хлебопекарные дрожжи) за его значение в индустрии крафтового пива в этом штате.
| Штат       | Название микроба            | Иллюстрация | Год избрания | Примечания |
| ---------- | --------------------------- | ----------- | ------------ | --- |
| Висконсин  | Lactococcus lactis          |             | 2009         | Был предложен в качестве государственного микроба из-за его решающего вклада в производство сыра в этом штате, но не принят Сенатом штата Висконсин. |
| Гавайи     | Flavobacterium akiainvivens |             | 2013         | Микроб был впервые обнаружен на Гавайях. Соответствующий законопроект не получил одобрения в комитете по технологиям и искусству Сената штата Гавайи и не смог выдвинуться для голосования в Сенате.                                                                                           |
| Гавайи     | Aliivibrio fischeri         |             | 2014         | Микроб существует в симбиотических отношениях с местным кальмаром Euprymna scolopes, которому он придаёт биолюминесценцию. Законодательный орган Гавайских островов не смог договориться о том, какой из микробов лучше подходит для их штата, и этот предлагаемый вариант также был отклонен. |
| Иллинойс   | Penicillium chrysogenum     |             | 2019         | Предложен в качестве официального символа. |
| Нью-Джерси | Streptomyces griseus        |             | 2019         | Принят в качестве официального символа. |
| Орегон     | Saccharomyces cerevisiae    |             | 2013         | Принят в качестве официального символа. |